# 熊野地駅
熊野地駅（くまのじえき）は、かつて和歌山県新宮市新宮にあった日本国有鉄道（国鉄）紀勢本線の貨物駅（廃駅）である。

## 概要
かつて、熊野川（新宮川）流域の山林から伐り出した原木は、筏を組んで川に流し、筏師がこれを巧みに操って熊野川河口の新宮まで運んだ。したがって、奈良県吉野郡天川村以南で産出する原木が全て新宮の町に集まり、新宮は木材の町として繁栄した。明治時代に熊野川の河口近くの右岸（新宮市側）を掘り込んで、水面貯木場とした。水面を原木が埋め尽くし、貯木場の周囲には材木問屋の拠点や製材所が集まった。
当時、熊野川の河口は河口砂洲で閉塞されており、喫水の深い汽船が新宮に寄港できないため、原木・木材の搬出の支障となっていた。そこで、明治時代の木材業者たちは、新宮から天然の良港である勝浦まで原木・木材を鉄道輸送することを企図し、紆余曲折の末に新宮鉄道を設立した。新宮鉄道が貯木場の目の前に開設したのが熊野地駅であり、当初から原木・木材の積み出し駅であった。
勝浦方面からの新宮鉄道の線路は、新宮の町から東に遠く離れた熊野地駅を目指して北上し、熊野地駅附近で西に向きを変え、終点（起点）の新宮駅に至っていた。当時の新宮駅では、線路が東西方向に走っていた（現在の「新宮駅前」交差点から東に向かう道が線路の跡地である。）。
国は1934年に新宮鉄道を買収し、鉄道を新宮から北に延長する工事に着手した。当時の新宮駅から線路を伸ばすには、西に向かって線路を敷かざるを得ないが、西に向かうとすぐに新宮の昔ながらの市街地に突き当たる。鉄道延伸のためには、新宮駅は南北方向に作り直す必要があった。そこで、1938年、新宮駅は現在地に移転し、勝浦方面からの列車は、熊野地駅を経由せずに新・新宮駅に至る新線（現在の線路）を通るようになった。勝浦方面から熊野地駅を経由して旧・新宮駅に至る線路は廃止され、新・新宮駅から熊野地駅に至る貨物支線が新たに敷設された。こうして、熊野地駅は本線上の駅から、盲腸のような貨物支線の終点にある貨物駅となった。
第二次世界大戦後、新宮川水系に次々とダムが建設されると、だんだんと筏流しはできなくなり、1964年までにトラックに置き換わった。熊野川河口の水面貯木場は使命を喪失し、1967年に埋め立てられた（新宮市あけぼの）。水面貯木場の跡地の一部は陸上貯木場となって残った（新宮原木市場）。
1982年、国鉄の合理化の一環で、熊野地駅は廃止された。現・新宮駅から熊野地駅に至る支線の跡地は、道路に転用された。
熊野地駅から製紙工場まで引込線があった。この工場は、最後は王子製紙の熊野事業所となり、2000年に閉鎖された。跡地の一角は「王子製紙記念公園」となった。

## 歴史
- 1913年（大正2年）3月1日：新宮鉄道の三輪崎駅 - 新宮駅間開通に伴い開業[1][2]。
- 1934年（昭和9年）7月1日：新宮鉄道が国有化、紀勢中線の駅となる[1]。
- 1938年（昭和13年）5月20日：三輪崎駅 - 新宮駅間新線開通。三輪崎駅 - 当駅間(4.4km)廃止[1]。旅客、荷物の取扱いを廃止し、貨物駅となる[2]。
- 1940年（昭和15年）8月8日：紀勢西線所属に変更[1]。
- 1942年（昭和17年）4月1日：荷物扱い開始[2]。
- 1959年（昭和34年）7月15日：紀勢本線所属に変更[1]。
- 1974年（昭和49年）10月1日：荷物扱い廃止[2]。
- 1982年（昭和57年）11月15日：廃止[1][2]。

## 隣の駅
日本国有鉄道
紀勢本線
新宮駅 - 熊野地駅（ - 広角駅 - 三輪崎駅）